# L’Abergement-de-Cuisery
L’Abergement-de-Cuisery ist eine französische Gemeinde im Département Saône-et-Loire in der Region Bourgogne-Franche-Comté. Sie gehört zum Arrondissement Louhans und zum Kanton Cuiseaux. Die Gemeinde hat 811 Einwohner (Stand 1. Januar 2022), sie werden Abergementais, resp. Abergementaises genannt.

## Geografie

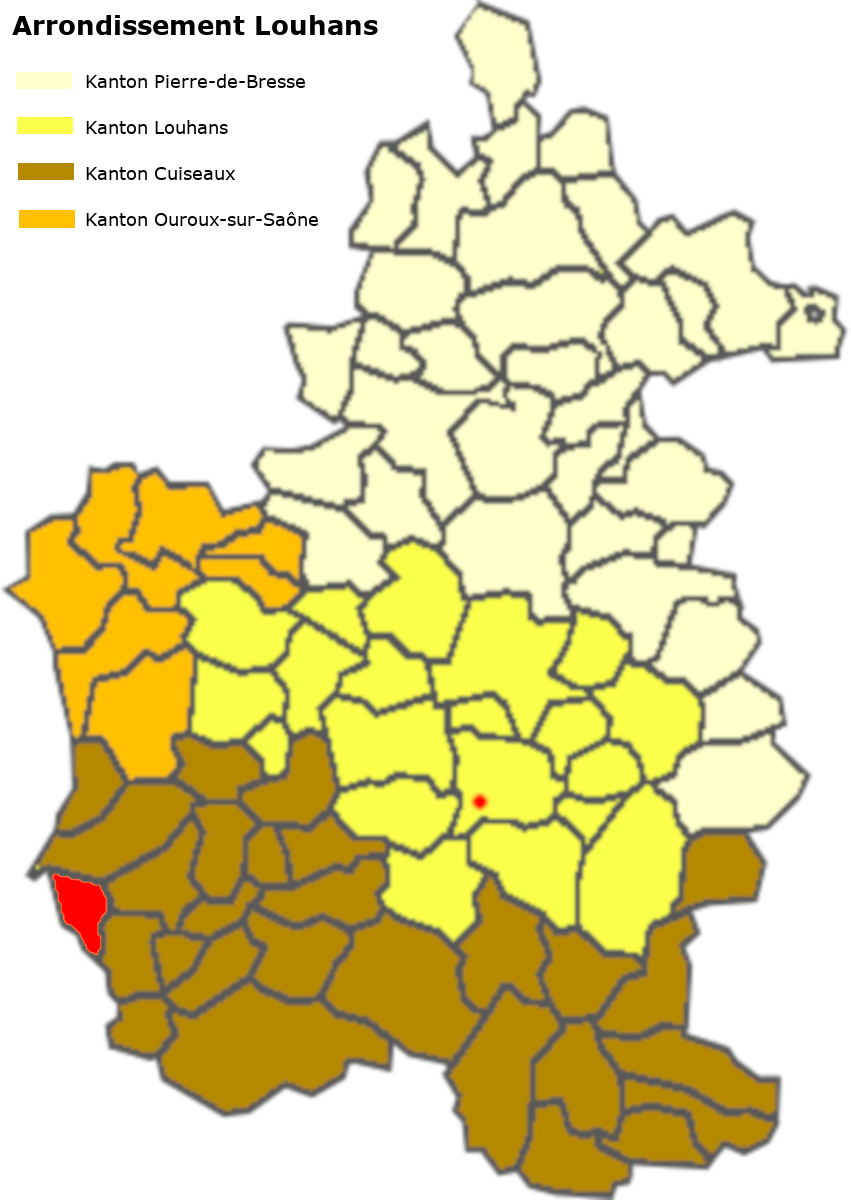
Lage der Gemeinde im Arrondissement Louhans

Die Gemeinde liegt in der Landschaft Bresse im äußersten Südwesten des Arrondissement Louhans, sie grenzt im Westen an das Arrondissement Mâcon und das Gemeindegebiet westlich des Bourg wird bereits der Landschaft Vallée de la Saône zugerechnet. Durch das nördliche Gemeindegebiet fließt der Bief du Moulin Richy quer durch die Gemeinde, um kurze Zeit später in die Saône zu münden. Der nächste Punkt der Gemeinde liegt lediglich 600 Meter von der Saône entfernt, dazwischen liegt der südliche Ausläufer der Gemeinde Simandre.
In West-Ost-Richtung durchquert die Departementsstraße D175 (Lacrost–Mogny bei Branges) die Gemeinde, etwas nördlich, von Südwest nach Nordost die Departementsstraße D44 (Lacrost–Simard). Ganz im Süden der Gemeinde, durchzieht die Departementsstraße D975 (Abschnitt Lacrost–Brienne) das Gemeindegebiet über eine kurze Strecke. Das besiedelte Gebiet befindet sich zwischen den beiden Departementsstrassen D175 und D44, weist jedoch keinen eigentlichen Ortskern auf.
Im nördlichen und südlichen Gemeindegebiet sind etliche zusammenhängende Waldflächen vorhanden. Im Südosten stößt die Gemeinde an Cuisery, wo sich der Flugplatz Tournus–Cuisery befindet. Ein Teil der Piste liegt auf dem Gemeindegebiet von L’Abergement-de-Cuisery.
Zur Gemeinde gehören die folgenden Weiler und Fluren: la Basse-Froidière, les Batonnades, la Bonde, la Borde, les Boulets, Breuille, Champ-de-l’Escalier, les Charmes, le Chêne, les Cours-Michelet, la Croix-du-Chard, Étang-Chaud, les Fourneaux, le Fraigne, la Froidière, Gâte-Pain, la Journette, en Loire, la Malatière, la Mare, Moulin-Richy, Moulin-Terrier, Porteau-Richy, Pré-Brûlés, les Sables, la Sougeraie, la Teppe, Vers-l’Eglise, la Villeneuve.

### Klima
Das Klima in L’Abergement-de-Cuisery ist warm und gemäßigt. Es gibt das ganze Jahr über deutliche Niederschläge, selbst der trockenste Monat weist noch hohe Niederschlagsmengen auf. Die Klassifikation des Klimas nach Köppen und Geiger ist Cfb ((Gemäßigtes) Ozeanklima). Die Temperatur liegt im Jahresdurchschnitt bei 12,0 °C. Der wärmste Monat ist der Juli mit einer Durchschnittstemperatur von 21,1 °C, der kälteste der Januar mit 3,3 °C. Über ein Jahr verteilt summieren sich die Niederschläge auf 1121 mm, dabei ist der November mit 118 mm der niederschlagsreichste, während Juli als trockenster Monat 82 mm aufweist. Über das ganze Jahr werden etwa 2754 Sonnenstunden gezählt.
|                        | Jan | Feb | Mär  | Apr  | Mai  | Jun  | Jul  | Aug  | Sep  | Okt  | Nov  | Dez |   |      |
| Mittl. Temperatur (°C) | 3,3 | 4,0 | 7,5  | 11,2 | 15,0 | 19,1 | 21,1 | 20,7 | 17,0 | 12,9 | 7,4  | 4,1 | ⌀ | 12   |
| Mittl. Tagesmax. (°C)  | 6,3 | 7,7 | 12,0 | 15,7 | 19,4 | 23,8 | 25,8 | 25,5 | 21,4 | 16,9 | 10,5 | 6,9 | ⌀ | 16   |
| Mittl. Tagesmin. (°C)  | 0,7 | 0,6 | 3,2  | 6,4  | 10,3 | 14,2 | 16,2 | 15,9 | 12,8 | 8,3  | 4,5  | 1,6 | ⌀ | 7,9  |
|                        |     |     |      |      |      |      |      |      |      |      |      |     |   |      |
| Niederschlag (mm)      | 94  | 79  | 77   | 93   | 99   | 83   | 82   | 88   | 99   | 109  | 118  | 100 | Σ | 1121 |

| 0,7 |

| 0,6 |

| 3,2 |

| 6,4 |

| 10,3 |

| 14,2 |

| 16,2 |

| 15,9 |

| 12,8 |

| 8,3 |

| 4,5 |

| 1,6 |

| 0,7 |

| 0,6 |

| 3,2 |

| 6,4 |

| 10,3 |

| 14,2 |

| 16,2 |

| 15,9 |

| 12,8 |

| 8,3 |

| 4,5 |

| 1,6 |

## Toponymie
Labergement wird erstmals 1376 erwähnt, hundert Jahre später taucht die Bezeichnung Labergement lez Cuiserey auf. Dass es sich bei dieser Schreibweise ganz einfach um die Assimilation des Artikels mit dem Substantiv handelt ist nachvollziehbar. Umstritten bleibt der Begriff Abergement. Naheliegend wäre die Verbindung mit der Auberge, wobei gerade im Zusammenhang mit der althochdeutschen Ableitung von heri berga und dem damit verbundenen Zweck der Unterbringung eines Heeres unser Abergement ziemlich ungeeignet sein dürfte.
Hingegen darf es als wahrscheinlich gelten, dass der Begriff des Abergement (der übrigens vorwiegend in den Departementen Jura und Saône-et-Loire vorkommt) im Zusammenhang steht mit Rodungsverträgen. Ab dem 13. Jahrhundert bekamen die Rodungen einen neuen Stellenwert, für die wachsende Bevölkerung war es notwendig, neue Kulturflächen zu gewinnen, die bestehenden Flächen genügten nicht mehr für die Ernährung. Mit dem Abergement entstand im Mittelalter eine neue Vertragsform, eine Vereinbarung zwischen Feudalherren, die nicht denselben Rang aber dieselbe Absicht hatten. So stellte beispielsweise ein Herr ein Gebiet seiner Herrschaft einem geistlichen Herrn zur Verfügung, dieser stellte das Rodungspersonal (in der Regel Mönche). Der weltliche Herr verpflichtete sich zur Zahlung von einmaligen oder wiederkehrenden Beträgen und sehr oft zum Bau einer Kirche. War die Rodung abgeschlossen, konnte der Herr das neu gewonnene Gebiet gezielt besiedeln, urbar machen und die Kirche bauen lassen. Die Vorteile dieser Zusammenarbeit lagen auf der Hand:
- für den geistlichen Herrn
  - Stärkung seiner Stellung durch die Zunahme der Gläubigen
  - Stärkung seiner Stellung durch mehr Kirchenbauten
  - finanzieller Ertrag für seine Diözese und den Unterhalt der Klöster und ihrer Bewohner
- für den weltlichen Herrn
  - gezielte Ausweitung des Siedlungsraums
  - Stärkung seines Ansehens durch eine wachsende Bevölkerung und neue Siedlungen
  - Stärkung der Wohlfahrt seiner Leute durch zunehmende Ackerflächen
  - Stärkung des Seelenheils als Folge der Stiftung einer Kirche auf der neuen Fläche

Aufgrund der konkreten Lage ist es durchaus denkbar, dass der Abt der Benediktinerabtei Tournus eine derartige Vereinbarung mit dem Kastellan von Cuisery traf, da eine Rodung dieser Fläche für beide Parteien sicher ein erstrebenswertes Ziel war, insbesondere für den Kastellan, der auf diese Weise den Westhang gegen die Saône zusätzlich sichern konnte. Dazu ist anzumerken, dass die nördlich gelegenen Gebiete von Ormes und Simandre nicht mehr zur Kastellanei Cuisery gehörten, so dass L’Abergement einen willkommenen vorgeschobenen Posten für die Kastellanei bildete.

## Geschichte
L’Abergement-de-Cuisery liegt an einer alten Straße von Tournus zur Römerstraße von Chalon-sur-Saône nach Bourg-en-Bresse (in etwa der heutigen D44 entsprechend). Henri de Bagé hatte Cuisery mit seiner Umgebung 1220 von Hugues IV., Herzog von Burgund, zu Lehen übernommen. Durch die Heirat von Sybille de Bagé als einzige Tochter von Guy de Bagé († 1248), gelangte die Herrschaft 1272 an Amé V., Graf von Savoyen. Er tauschte 1289 Ländereien mit Robert II, Herzog von Burgund, wodurch L’Abergement de Cuisery mit dem Herrschaftsgebiet der Herren von Bagé wieder burgundisch wurde. Nach diesem Tausch entstand das heutige Gemeindegebiet mit seiner Siedlung. 1281 erscheint Froidière noch als Besitzung der Pfarrei von Préty und die Gebiete bleiben bis ins 17. Jahrhundert getrennt. 1443 gehört das Gebiet zwar den Herzögen von Burgund, aber der Abt von Tournus ist weiterhin zehntenberechtigt. Die Apsis der heutigen Kirche ist ein Überbleibsel der Kapelle aus dem 15. Jahrhundert, die dem Heiligen Christophorus
geweiht war. Das Kirchenschiff stammt vermutlich aus dem 18. Jahrhundert, der Glockenturm wurde 1833 beendet.
In Gâte-Pain bestanden eine Mühle und ein Waschhaus, die zwischen 1950 und 1970 zerstört wurden. Die Häuser von Champ-de-l’Escalier sind vollständig verschwunden, da das Gebiet sehr hochwassergefährdet ist. In Fraigne stand ein Gutsbetrieb des Hospitals von Tournus, der 1930 verkauft wurde. Der Mühlstein habe noch bis 1950 funktioniert, angetrieben durch den Étang, später durch eine Quelle und seit 1930 durch einen Motor. Das Wasserrad scheint noch vorhanden zu sein. Die Mühle am Étang de la Bonde war bis 1920 oder 1930 in Betrieb und wurde dann zu einer Molkerei von 1920 bis 1970. Die Mühle Richy wurde kurz nach dem Bau verkauft und war im Besitz der Janin. Sie wurde angetrieben von einem Étang, der heute weitgehend verlandet ist. Später wurde sie mit Dampf angetrieben, dann durch einen Gas- und 1940 durch einen Dieselmotor. Heute werden jährlich rund 4 Tonnen produziert, früher waren es 100 dank der 3 Paar Mühlsteinen. Früher wurde Hanf angebaut, der nach Tournus verkauft werden konnte. Das Maison Michaud war früher das Café Perret-Janin, das den Betrieb 1940 schloss. In Mare bestand eine Schmiede bis 1980, zudem bestand ein Waschhaus. 1856 bestanden 6 Mühlen und 3 Ölmühlen, sowie 1988 22 Landwirtschaftsbetriebe.

## Bevölkerung
| L’Abergement-de-Cuisery: Einwohnerzahlen von 1793 bis 2020 | L’Abergement-de-Cuisery: Einwohnerzahlen von 1793 bis 2020 | L’Abergement-de-Cuisery: Einwohnerzahlen von 1793 bis 2020 | L’Abergement-de-Cuisery: Einwohnerzahlen von 1793 bis 2020 | L’Abergement-de-Cuisery: Einwohnerzahlen von 1793 bis 2020 |
| --- | ---------------------------------------------------------- | ---------------------------------------------------------- | ---------------------------------------------------------- | ---------------------------------------------------------- |
| Jahr |                                                            |                                                            |                                                            | Einwohner                                                  |
| 1793 | 1793                                                       |                                                            | 1.073                                                      | 1.073                                                      |
| 1800 | 1800                                                       |                                                            | 1.113                                                      | 1.113                                                      |
| 1806 | 1806                                                       |                                                            | 992                                                        | 992                                                        |
| 1821 | 1821                                                       |                                                            | 1.103                                                      | 1.103                                                      |
| 1831 | 1831                                                       |                                                            | 1.137                                                      | 1.137                                                      |
| 1836 | 1836                                                       |                                                            | 1.001                                                      | 1.001                                                      |
| 1841 | 1841                                                       |                                                            | 1.013                                                      | 1.013                                                      |
| 1846 | 1846                                                       |                                                            | 987                                                        | 987                                                        |
| 1851 | 1851                                                       |                                                            | 1.007                                                      | 1.007                                                      |
| 1856 | 1856                                                       |                                                            | 981                                                        | 981                                                        |
| 1861 | 1861                                                       |                                                            | 958                                                        | 958                                                        |
| 1866 | 1866                                                       |                                                            | 1.002                                                      | 1.002                                                      |
| 1872 | 1872                                                       |                                                            | 936                                                        | 936                                                        |
| 1876 | 1876                                                       |                                                            | 926                                                        | 926                                                        |
| 1881 | 1881                                                       |                                                            | 888                                                        | 888                                                        |
| 1886 | 1886                                                       |                                                            | 889                                                        | 889                                                        |
| 1891 | 1891                                                       |                                                            | 831                                                        | 831                                                        |
| 1896 | 1896                                                       |                                                            | 846                                                        | 846                                                        |
| 1901 | 1901                                                       |                                                            | 856                                                        | 856                                                        |
| 1906 | 1906                                                       |                                                            | 811                                                        | 811                                                        |
| 1911 | 1911                                                       |                                                            | 734                                                        | 734                                                        |
| 1921 | 1921                                                       |                                                            | 651                                                        | 651                                                        |
| 1926 | 1926                                                       |                                                            | 660                                                        | 660                                                        |
| 1931 | 1931                                                       |                                                            | 627                                                        | 627                                                        |
| 1936 | 1936                                                       |                                                            | 654                                                        | 654                                                        |
| 1946 | 1946                                                       |                                                            | 633                                                        | 633                                                        |
| 1954 | 1954                                                       |                                                            | 622                                                        | 622                                                        |
| 1962 | 1962                                                       |                                                            | 603                                                        | 603                                                        |
| 1968 | 1968                                                       |                                                            | 609                                                        | 609                                                        |
| 1975 | 1975                                                       |                                                            | 590                                                        | 590                                                        |
| 1982 | 1982                                                       |                                                            | 584                                                        | 584                                                        |
| 1990 | 1990                                                       |                                                            | 652                                                        | 652                                                        |
| 1999 | 1999                                                       |                                                            | 640                                                        | 640                                                        |
| 2009 | 2009                                                       |                                                            | 728                                                        | 728                                                        |
| 2014 | 2014                                                       |                                                            | 757                                                        | 757                                                        |
| 2020 | 2020                                                       |                                                            | 808                                                        | 808                                                        |
| Quelle(n): EHESS/Cassini bis 2006, ab 2009 INSEE Anmerkung(en): • Ab 1962 offizielle Zahlen ohne Einwohner mit Zweitwohnsitz • Höchste Einwohnerzahl 1831 mit 1137, tiefste Einwohnerzahl 1982 mit 584 (51,4 % vom Maximum) |                                                            |                                                            |                                                            |                                                            |

| Bevölkerungsstruktur | Anzahl Einwohner | männlich | weiblich | davon Ausländer | Anteil % |
| -------------------- | ---------------- | -------- | -------- | --------------- | -------- |
|                      | 811              | 423      | 388      | 5               | 0,6      |

| Männer | Alterstufe | Frauen |
| ------ | ---------- | ------ |
| 2      | 90 + älter | 6      |
| 39     | 75–89      | 27     |
| 77     | 60–74      | 97     |
| 107    | 45–59      | 92     |
| 65     | 30–44      | 72     |
| 57     | 15–29      | 33     |
| 75     | 0–14       | 62     |

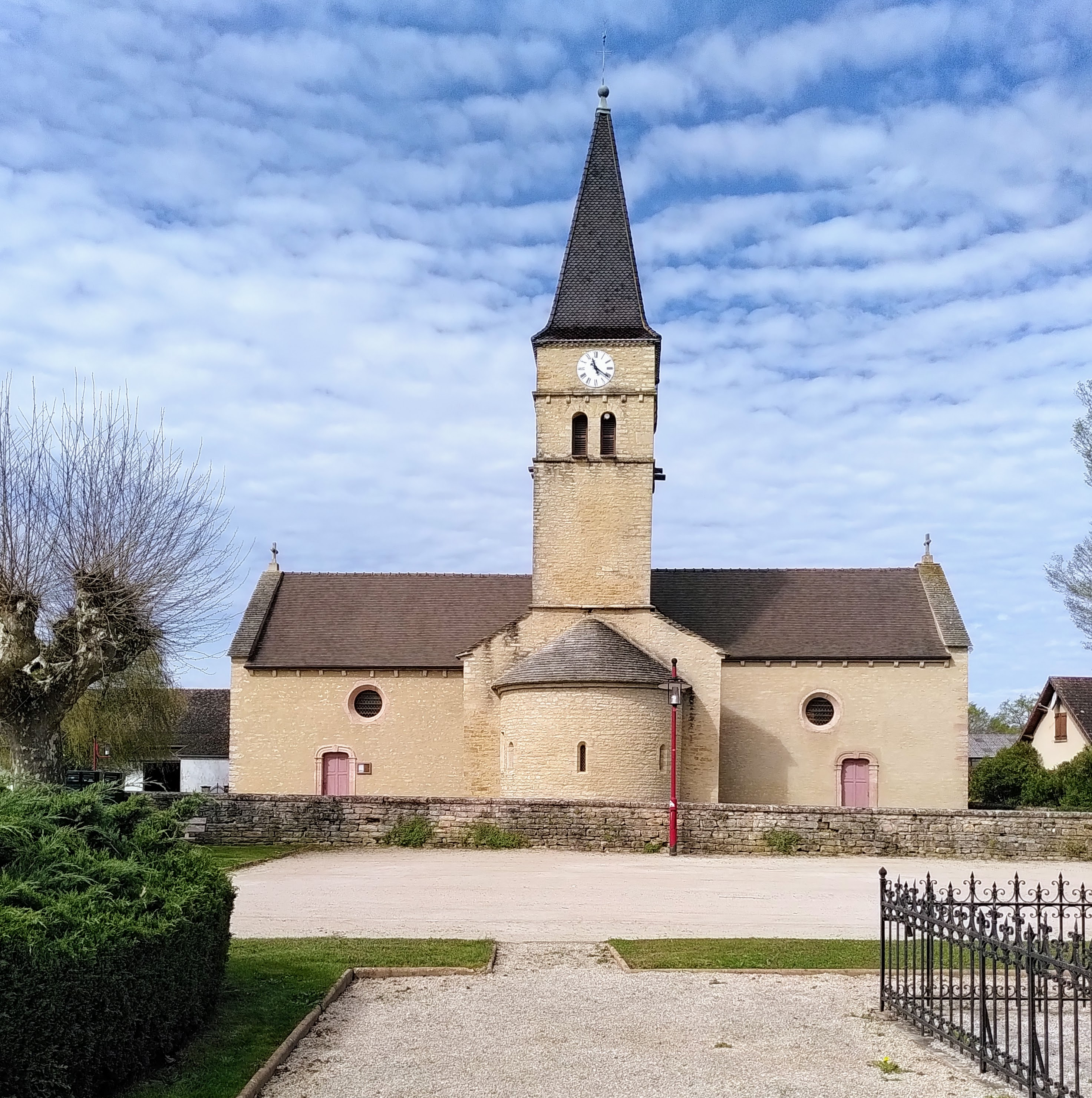
Kirche Saint-Christophe in l’Abergement-de-Cuisery

Die Bevölkerungsstruktur zwischen Männern und Frauen weist einen leichten Überhang zugunsten der Männer auf, die 52 % der Bevölkerung ausmachen, wobei 45 % der Bevölkerung jünger als 45 Jahre sind. Demgegenüber sind 31 % der Einwohner älter als 60 Jahre und damit im Rentenalter.
| Wohnstruktur               | Anzahl Wohneinheiten | davon Häuser | Wohnungen |
| -------------------------- | -------------------- | ------------ | --------- |
|                            | 391                  | 389          | 2         |
| davon Hauptwohnsitz        | 345                  |              |           |
| Zweit- oder Ferienwohnsitz | 32                   |              |           |
| vakant                     | 13                   |              |           |

## Wirtschaft und Infrastruktur

### Unternehmen, Betriebe, Ladengeschäfte und Einrichtungen
In der Gemeinde befinden sich nebst Mairie und Kirche folgende Unternehmen nach Branchen:
| Branche                                                           | Anzahl Betriebe |
| ----------------------------------------------------------------- | --------------- |
| Industrie und verarbeitendes Gewerbe                              | 3               |
| Baugewerbe                                                        | 5               |
| Groß- und Einzelhandel, Verkehr, Beherbergung und Gastronomie     | 6               |
| Information und Kommunikation                                     |                 |
| Finanz- und Versicherungsdienstleistungen                         | 1               |
| Grundstücks- und Wohnungswesen                                    | 1               |
| Freiberufliche, wissenschaftliche und technische Dienstleistungen | 5               |
| Öffentliche Verwaltung, Unterricht, Gesundheits- und Sozialwesen  | 5               |
| Sonstige Dienstleistungen                                         | 4               |
| Land- und Forstwirtschaftsbetriebe                                | 7               |

In der Gemeinde befinden sich ein Baugeschäft, ein Maler/Gipser und ein Restaurant. Für die Güter des täglichen Bedarfs versorgen sich die Einwohner in Louhans oder Branges.

### Geschützte Produkte in der Gemeinde
Als AOC-Produkte sind in L’Abergement-de-Cuisery Crème et beurre de Bresse zugelassen, ferner Volaille de Bresse und Dinde de Bresse.

### Bildungseinrichtungen
In der Gemeinde bestehen folgende Bildungseinrichtungen:
- eine École maternelle, die von 19 Kindern besucht wird,
- eine École primaire (École maternelle und École élémentaire) Les Peupliers, die von 41 Kindern besucht wird,

die beide der Académie de Dijon unterstehen. Für die Schulen gilt der Ferienplan der Zone A.

## Sehenswürdigkeiten
- Kirche Saint-Christophe aus dem 12. Jahrhundert, Beschreibung und Fotos der Kirche[23]